# Метод дихотичного прослуховування
Метод дихотического прослуховування — це психологічний тест, що часто використовується для вивчення селективної уваги в слуховій системі і є підтемою в когнітивній психології і нейронауці. Зокрема, він використовується як поведінковий тест для вивчення латералізації функцій півкуль під час сприйняття мовних звуків." Під час стандартного тесту дихотичного прослуховування, учаснику подаються два різні слухові стимули одночасно (як правило, мова). Різні стимули спрямовані в різні вуха через навушники. Учасників просять звернути увагу на один або обидва стимули. Пізніше їх просять озвучити як те повідомлення, на яке вони мали звернути увагу, так і інше.

## Історія
Наприкінці 1960-х і початку 1970-х років Donald Shankweiler  і Michael Studdert-Kennedy  з лабораторії Хаскінса використали метод дихотичного прослуховування (подання різних беззмістовних складів), щоб продемонструвати дисоціацію фонетичного (мовного) і слухового (немовного) сприйняття. Вони показали, що беззмістовна фонетична структура є невід'ємною частиною мови і, як правило, обробляється в лівій півкулі головного мозку. Перевага одного вуха під час дихотичного прослуховування означає те, що інформація обробляється переважно в контралатеральній півкулі. В іншому досліді, Sidtis (1981) показав, що у здорових дорослих людей під час дихотичного розпізнання основного тону домінувало ліве вухо, з чого він зробив висновок про правопівкульне домінування при розпізнанні основного тону.
На початку 1970-х, Тім Ренд  продемонстрував дихотичне сприйняття в лабораторії Хаскінса. У його дослідженні, перший стимул: форманта (F1) подавалася в одне вухо, а другий і третій стимули: F2 і F3 форманти, подавалися у протилежне вухо. F2 і F3 відрізнялися при низькій та високій інтенсивності. Виявилося, що, слухового маскування можна уникнуи, якщо мова сприймається дихотично, на відміну від бінауральних умов." Ця демонстрація спочатку була відома як «Ефект ряду», але пізніше була перейменована на «дихотичне звільнення від маскування». Назва даного досліду продовжувала розвиватись і перетворилася, врешті-решт, на «дихотичне сприйняття» або «дихотичне прослуховування.» Приблизно в цей же час Джим Каттінг (1976), дослідник лабораторії Хаскінса, вивчав, на скільки правильно слухачі могли визначити склади, якщо різні компоненти складу подавалися у різні вуха. Форманти голосних звуків і їхнє співвідношення відіграють вирішальну роль у диференціації голосних звуків. Хоча слухачі чули два окремих сигнали, і жодне з вух не отримувало «повного» голосного звуку, вони все-таки визначали звуки складу.

## Зразки тестів дихотичного прослуховування

### Тест дихотично змішаних слів
Тест дихотично змішаних слів є модифікованою версією базового тесту дихотичного прослуховування. Він був розроблений Джонсоном зі співавторами. (1977) , але на початку 80-х років Векслер і Хаулс (1983) модифікували цей оригінальний тест, щоб отримати точніші дані, що стосуються міжпівкульної спеціалізації мовної функції. Під час обстеження епілептиків було виявлено, що ні переважання певної руки, ні стать, ні фокус епілептогенної активності не впливали на величину латералізації. В той же час ефект домінування стимулів мав великий вплив, що потрібно було враховувати при інтерпретації результатів. У тесті дихотично змішаних слів, кожний з учасників слухав пари односкладових римованих слів приголосний-голосний-приголосний (ПГП). Початковий приголосний відрізнявся в кожному слові. Визначною відмінністю цього тесту є те, що «подразники побудовані і скоординовані таким чином, щоб відбувалося часткове міжвушне перекриття; обстежувані, як правило, відчувають і повідомляють лише про один стимул із серії.» за даними Zatorre (1989), деякими основними перевагами цього способу є «мінімізація факторів уваги, так як об'єкт сприйняття унітарний і локалізується посередині» і «ефекти домінування стимулів можуть бути точно обчислені, а їхній вплив на вушну асиметрію оцінений і усунений.» Досліди Векслера і Хоулса отримали високу збіжність (R=0.85), що доводить надійність отриманих даних.

### Тестування з емоційними факторами
Розроблено емоційну версію завдань дихотичного прослуховування. У цій версії обстежувані слухають одні й ті ж слова, але з різною інтонацією в кожному вусі: здивованою, щасливою, сумною, злою або нейтральною. Потім учасників просять натиснути на кнопку, що вказує на інтонацію, яку вони почули. Зазвичай дихотичне прослуховування вказує на домінування правого вуха щодо звуків мови. Правовушне/лівопівкульне домінуванняу закономірне, оскільки зона Брока і зона Верніке, розташовані, як правило, в лівій півкулі. На відміну від цього, ліве вухо (а, отже, і права півкуля) часто краще обробляють стимули, не пов'язані з мовою. Дані від завдань на емоційне дихотичне прослуховування узгоджується з іншими дослідженнями, оскільки учасники, як правило, дають більше правильних відповідей на стимули, що потрапили до лівого вуха, ніж до правого. Важливо зазначити, що  завдання емоційного дихотичного прослуховування, очевидно, складніші для учасників, ніж завдання фонематичного дихотичного прослуховування, оскільки учасники робили більше помилок.
Marien Gadea зі співавторами (2011) зробила цікаве відкриття щодо впливу емоційного стану обстежуваного на результат дихотичного прослуховування. При сприйнятті печалі або злості через афективні просодії, була відмічена активація лівого та правого вуха відповідно. При індукції сумного настрою у пацієнта зменшувалась перевага правого вуха, а при індукції злості - навпаки. Ці дані відповідають загальним уявленням про обробку емоцій в головному мозку, згідно якої, печаль вважається правопівкульною емоцією, а злість - білатеральною, іноді з перевагою лівої півкулі, залежно від способу вираження емоцій суб`єкта. З іншого боку, при дослідження пацієнтів з клінічною депресією було виявлено наднормальне переваження правого вуха, що пов`язують з ефектами фармакологічної терапії. Така активація лівої півкулі може бути ознакою ремісії, але не гарантує відсутність нових рецидивів.

### Тест зі зміною часу початку одзвінчення
Тест зі зміною часу початку озвучення (manipulation of Voice onset time (VOT)) в ході дихотичного прослуховування заглибив у суть функціонування мозку. На сьогодні, найпоширеніший дизайн експерименту — це використання чотирьох умов: пари складів з коротким-довгим (КД) VOT, де приголосний-голосний (ПГ) склад з коротким VOT представлений у ліве вухо й ПГ склад з довгим VOT представлений у праве вухо; так само, але навпаки (пари з довгим-коротким (ДК) VOT); пари сладів з коротким-коротким (КК) VOT в обидва вуха; і пари з довгим-довгим (ДД) VOT. У 2006 році Rimol, Eichele, і Hugdahl вперше повідомили, що у здорових дорослих КД пари викликали найбільшу реакцію правого вуха, в той час як, ДК пари викликали значну перевагу лівого вуха. Обстеження дітей 5-8 років показали, що відповіді, викликані довгими VOT поступово починали домінувати над короткими VOTs, коли в дихотичних умовах були представлені ДК пари.. Збіг доказів у дослідах по модуляції уваги під впливом ефектів VOT показує, що діти у віці близько 9 років бракує когнітивної гнучкості дорослих, необхідної для здійснення top-down контролю над стимульованими bottom-up процесами. Arciuli і співавтори (2010) продемонстрували, що така когнітивна гнучкість є необхідною для досягнення майстерності в складних завданнях, таких як читання.

## Нейронаука
Дихотичне прослуховування також може бути використане для оцінки латералізації мовлення. Нейропсихологи використовують цей тест, щоб дослідити роль окремих нейроанатомічних структур в сприйнятті мови і мовної асиметрії. Наприклад, Hugdahl і співавтори (2003), досліджували функції лобної частка у пацієнтів з неафазичними ушкодженнями лівої і правої лобної частки порівняно з нормою. У ході дослідження всім групам надавалося 36 дихотичних сигналів з парами ПГ складів, після чого кожного пацієнта просили зазначити, який склад він або вона чули найкраще. Як і очікувалося, у пацієнтів з ураженням правої півкулі виявилась перевагу правого вуха, як у здорової контрольної групи, але пацієнти з ураженням лівої півкулі показали погіршене сприйняття в порівнянні як з контрольною групою, так і з групою з правопівкульними ураженнями. З цього дослідження вчені зробили висновкок, що «дихотичне прослуховування допомагає вивчати нейронні ланцюги, які включають і лобні частки; це може бути одним з найважливіших аспектів мовленнєвого сприйняття.» У такий же спосіб Westerhausen і Hugdahl (2008) проаналізували роль мозолистого тіла в дихотичному прослуховуванні та сприйнятті мовлення. Після перегляду багатьох досліджень, був зроблений висновок, що «…дихотичне прослуховування слід вважати тестом на функціональну міжпівкульну взаємодію і зв'язок, крім того, це тест для виявлення латералізації мовної функції скроневої кори» і «мозолисте тіло грає важливу роль у top-down контролі уваги під час дихотичного прослуховування, тому визначає і слухову латералізацію.»

## Обробка Мови
Дихотичне прослуховування також може бути використане для тестування міжпівкульної асиметрії під час обробки мови. На початку 60-х років, Дорін Кімура повідомила, що дихотичні словесні стимули (зокрема, промовлені цифри), представлені учасникам викликали домінантну реакцію правого вуха.. Вона приписала домінування правого вуха «локалізації мови і мовної обробки в так званій домінантній лівій півкулі кори головного мозку.». За даними її дослідження, це явище пов'язане зі структурою слухових нервів і лівостороннім домінуванням процесів обробки мови.. Важливо відзначити, що домінування правого вуха не відноситься до немовних звуків. Studdert-Kennedy і Shankweiler (1970) також вивчали "Півкульну спеціалізацію зі сприйняття мови, " за допомогою дихотичного прослуховування ПГП пар складів. Шість пропивних приголосних (б, д, г, п, т, к) ставились в пари з шістьма голосними, після чого аналізувалась зміна початкових і кінцевих приголосних. Домінування правого вуха виявлялось найсилнішим, коли початкові і кінцеві приголосні відрізнялись, та найслабшим, коли змінювався лише голосний. Asbjornsen і Bryden (1996) стверджують, що «багато дослідників вирішили застосовувати склади з ПГ пар, що, як правило, складаються з шести проривних приголосних у поєднанні з голосною \а\. На основі цього протягом років був накопичений значний обсяг даних». 

## Вибіркова Увага
У експериментах по дослідженню вибіркової уваги учасникам пропонують повторити вголос зміст повідомлення, яке вони слухають на фоні іншого повідомлення, яке подається до протилежного вуха. Це завдання називається затінення. Колін Черрі (1953) звернув увагу, що люди не відтворюють затінені повідомлення гарно, тому він припустив, що більша частина обробки затіненого повідомлення відбувається в робочій пам'яті і не зберігається в довгостроковій. Відтворення повідомлення, на яке не зверталась увага, значно гірше. Учасники, як правило, не можуть повторити взагалі нічого. Навіть перехід з англійської на німецьку в автоматичному каналі часто залишається непоміченим. Проте, учасники здатні відмітити, що вони чули мову, а не невербальні стимули. До того ж, якщо зміст проігнорованого повідомлення містить певну інформацію, таку як, наприклад, ім'я слухача, то воно відтворюється і запам'ятається з більшою імовірністю.  Демонстрація цього було здійснена Конвейом, Коуеном і Бантінгом (2001). Вони пред'являли затінені слова в одне вухо, в той час як в інше — слова, які потрібно ігнорувати. У певний момент ім'я учасника виголошувалось в ігноруюче вухо, після чого експериментатор питав, чи чув учасник своє ім'я. Учасники з вищим об'сягом робочої пам'яті (РП) виявляли кращу здатність блокувати відволікаючу інформації. Крім того, якщо повідомлення містило слова з сексуальним відтінком, люди, як правило, помічали їх одразу. Це говорить про те, що інформація, на яку не звертають увагу також піддається аналізу і ключові слова можуть привертати увагу до неї.

## Гендерні Відмінності
Деякі дані, зібрані під час експериментів з дихотичного прослуховування вказують на те, що, можливо, серед невеликої частини населенням є статева різниця у сприйнятті, слуховій асиметрії і латералізації мови. За даними Voyer (2011), «Дихотичне прослуховування, яке спричиняло однорідний ефект незалежно від типу завдання (вербального, невербального), відображає суттєві статеві відмінності у величині латерализації ефектів, з більшою латералізацією у чоловіків, ніж у жінок.» Однак, автори обговорюють численні обмежуючі фактори, починаючи від систематичних помилок, і закінчуючи малою величиною ефектів. Крім того, після застосування тесту дихотично змішаних слів жінки повідомили про більшу кількість «вторгнень» або слів, почутих вухом, до якого не подавались ключові сигнали, в порівнянні з чоловіками, що передбачає два варіанти трактування: 1) жінкам складніше фокусувати увагу на ключових сигналах та/або 2) жінки розподіляють свою увагу рівномірно, на відміну від чоловіків, які можуть сильніше зосередитися на зовнішніх сигналах.
Патрісія Є. Коуєлл зі співавторами (2011) довела, що статеві відмінності при дихотичному прослуховуванні пов`язані з гормональним статусом жінок. Під час менструального циклу посилюється домінування правого вуха, що пов`язано з гормонами яєчника. Преовуляторна хвиля лютенізуючого гормону призводила до зниження реакцій лівого вуха, що і стало основним чинником формування змін у асиметрії. У жінок зі зниженим рівнем прогестерону на 18-25 день циклу був виявлений такий самий профіль латералізації, як і у жінок в преовуляторній фазі (8-11 дні циклу).

## Вплив шизофренії на дихотичне прослуховування
Шизофренія пов`язана зі зменшенням функціональної латералізації головного мозку. Відповідно до деяких авторів, зниження асиметрії може навіть сприяти розвитку захворювання. В той же час, шизофренія супроводжується високим рівнем нікотинової залежності в порівнянні з будь-якими іншими популяціями. Така асоціація досить цікава, тому що були відмічені стать-залежні ефекти паління на слухову мовну асиметрію. Таким чином, змінений патерн латералізації у шизофреніків може бути хоча б частково зумовлений палінням, а не хворобою самою по собі. За даними досліджень, паління зменшує мовну латералізацію у чоловіків, що показано під час фонематичного дихотичного прослуховування, та у жінок - під час емоційного дихотичного прослуховування. Після тестування рівної кількості пацієнтів, що палять та не палять, а також контрольної групи в даному дослідженні не було виявлено впливу шизофренії на асиметрію.
Дослідження, проведені за допомогою тесту дихотичного прослуховування, з акцентом на підтипи шизофренії (особливо параноїдальний і недиференційований), показали, що параноїдальні шизофреніки мають найбільше домінування лівої півкулі, в той час як недиференційовані шизофреніки (психотичні симптоми присутні, але критерії параноідальної, дезорганізованої, або кататонічної шизофренії не задовольняються), мали найменше лівопівкульне домінування. Застосування дихотичного прослуховування допомогло підтвердити, що консервативна лівопівкульна обробка — продукт параноїдальної шизофренії, і навпаки, нестача активності лівої півкулі є симптомом недиференційованої шизофренії. Це пояснює складнощі з послідовною обробкою інформації, особливо в тестах, які залучають ліву півкулю. Цікаво також, що у жінок з недиференційованою шизофренією, на відміну від чоловіків, була виявлена невелика перевага лівого вуха. Дані результати є яскравим прикладом того, на скільки важливо розділяти підтипи шизофренії, що часто ігнорується при проведенні нейрофізіологічних досліджень. У 1994 році, М. Ф. Грін намагався зв'язати «функціональну інтегративну діяльність лівої півкулі у психічно хворих з галюцинаціями, і без» за допомогою дихотичного прослуховування. Дослідження показали, що слухові галюцинації пов'язані з порушенням функцій лівої півкулі мозку.